# قلاویز و حدیده

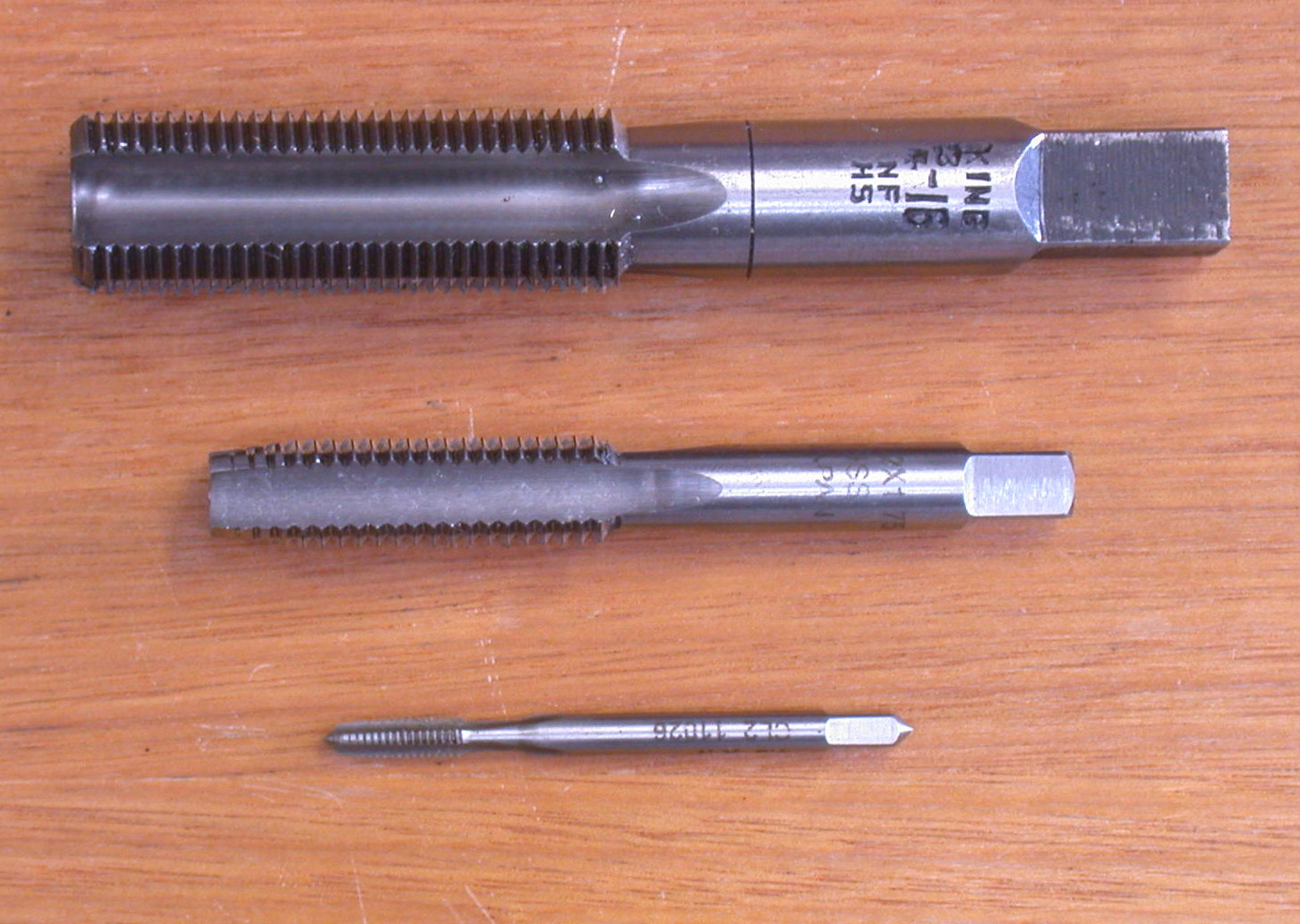
از بالا به پایین: قلاویزهای (Tap) ته‌زن، پس‌رو و پیش‌رو

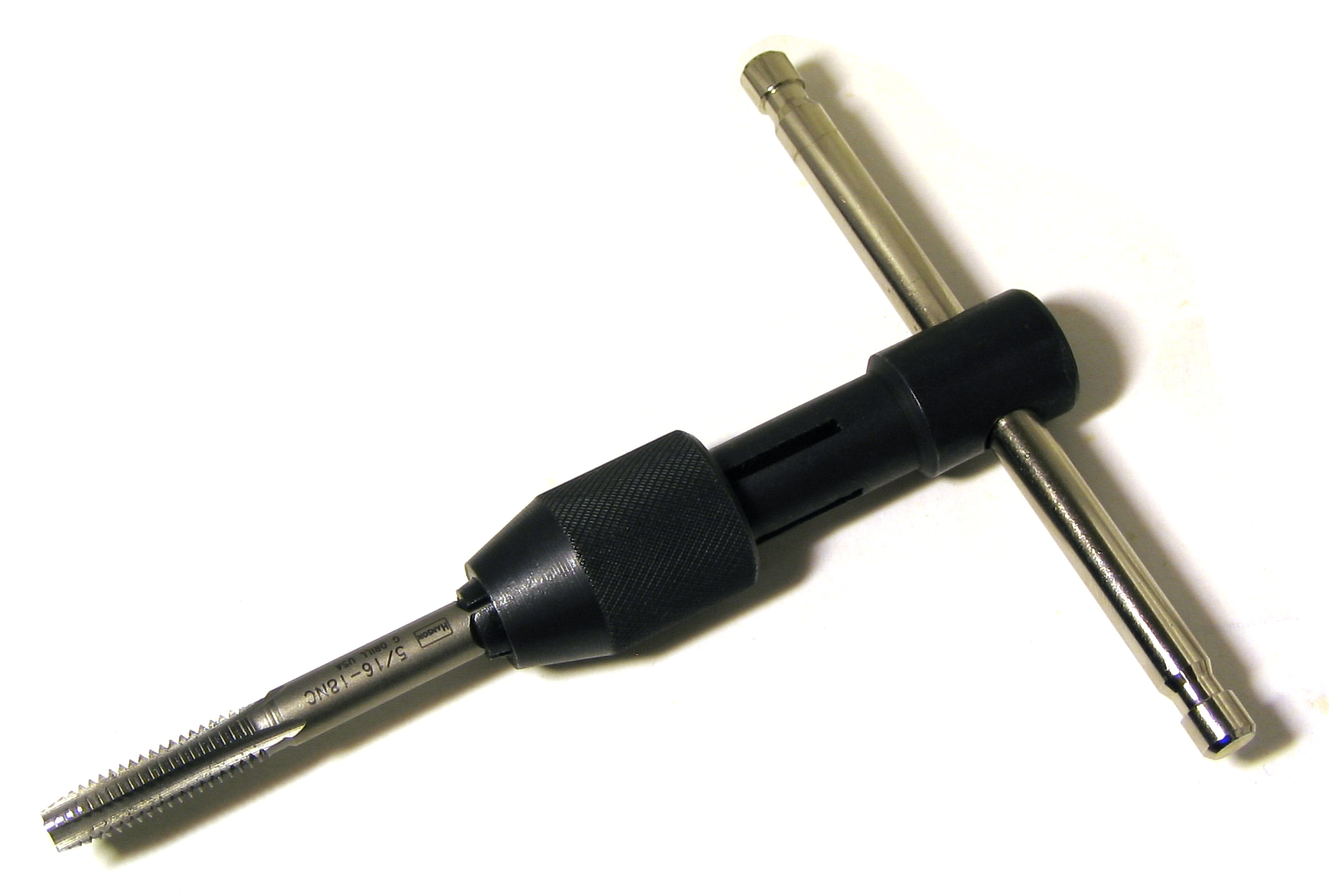
قلاویز در درون قلاویزگردان (دسته قلاویز)

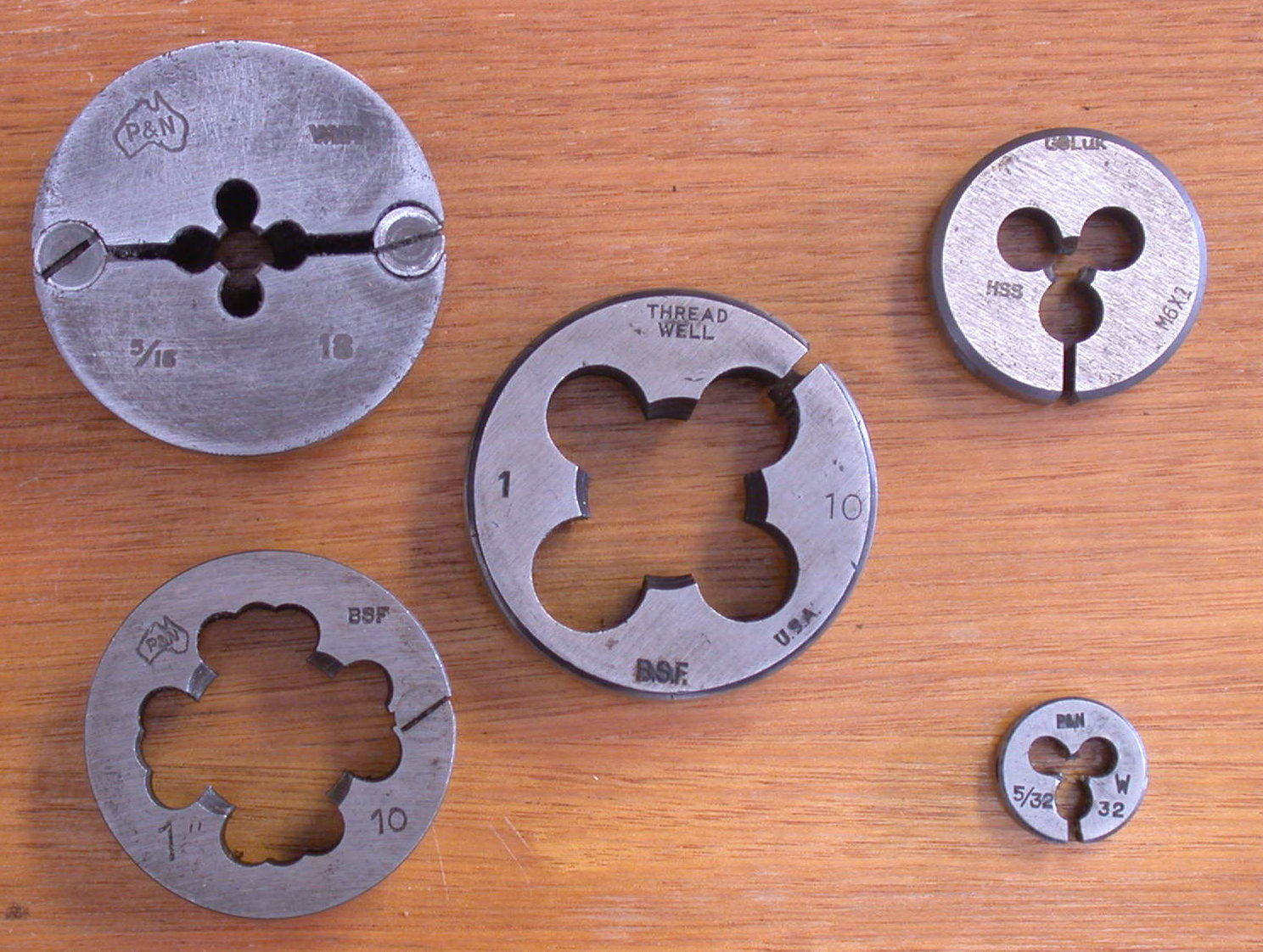
پنج گونه و اندازه حدیده (Die nut)

قلَاویز و حَدیده، ابزاری برای تراش دنده‌های پیچ بر روی موادی مانند فلز، چوب و پلاستیک.
قلاویز برای دنده‌کردن داخل استوانه‌ها (مهره) به‌کار می‌رود. حدیده سطوح بیرونی مثل لوله استوانه را در گام مشخص دنده می‌کند.
فرایند تراشیدن با قلاویز را قلاویزکاری، و فرایند تراشیدن دنده‌های پیچ با حدیده را رِزوِه‌تراشی یا پیچ‌تراشی می‌گویند.
قلاویزها در نوع کلی دستی و ماشینی هستند. قلاویزهای دستی معمولاً دو یا سه مرحله ای هستند که روی بدنه قلاویز به وسیله خط مشخص شده انده (یک خط: اول رو، دو خط:دوم رو، بدون خط:سوم رو یا آخر رو). قلاویزهای ماشینی غالباً تک مرحله ای هستند و از لحاظ شکل دندانه به دو نوع مستقیم (جهت قلاویزکاری قطعات با انتهای باز یا همان ته باز) و مارپیچ (جهت قلاویزکاری قطعات با انتهای بسته یا ته بسته) تقسیم‌بندی می‌شوند.
قلاویز کاری دستی به وسیله دسته قلاویز و نیروی دست انجام می‌شود. اما قلاویز کاری با ماشین، گشتاور مورد نیاز به وسیله ماشین قلاویز یا دستگاه‌های مشابه دیگر ایجاد می‌شود.
قلاویزها با توجه به جهت چرخش به دو دسته، راست (جهت عقربه‌های ساعت) و چپ (خلاف جهت عقربه‌های ساعت) تقسیم می‌شوند.
حدیدهٔ دوپارچهٔ قابل تنظیم از دو نیمهٔ جدا از هم ساخته شده است که معمولاً در حدیده‌گیر که شامل کَلّگی و راهنماست، جای می‌گیرد.
به هنگام رزوه‌تراشی و قلاویزکاری، باید نکات زیر را به‌کار بست:
۱- در هر دور که ابزار به‌طرف راست می‌چرخد نیم دور آن را به‌طرف چپ می‌گردانند تا براده‌های جداشده از بین لبه‌های بُرنده آزاد گردد.
۲- اِعمال نیروی زیاد باعث شکستن ابزار، خراب‌شدن قطعه کار و ناصاف شدن دنده‌ها می‌شود.
۳- در موقع دنده‌کردن قطعات فولادی، بهتر است روغن به ابزار بزنند.
۴- برای دنده‌کردن قطعات آلومینیومی، زدن نفت بهتر است.
۵- برای دنده‌کردن برنج یا چدن، نباید هیچ‌گونه روغن به‌کار برد. (فقط در ابعاد کوچک)
باید قبل از قلاویزکاری از جداول استاندارد قطر مته جهت سوراخ‌کاری را پیدا کرد. برای مثال، پیچ M6 فقط در سوراخی که به قطر 5mm قلاویزکاری شده قابلیت چرخش دارد. (رزوه‌های ایزومتریکی، ابعاد مقایسه با DIN 13 (12.86) first Serie)

### تاریخچه
در حالی که مهره‌ها و پیچ‌های مدرن معمولاً از فلز ساخته می‌شوند، در قدیم از ابزارهای نجاری برای ساختن پیچ‌ها و مهره‌های چوبی بسیار بزرگ برای ساختن وینچ‌ها، آسیاب‌های بادی، آسیاب‌های آبی و آسیاب‌های آرد در قرون وسطی استفاده می‌شد. برش آسان و تعویض قطعات چوبی با نیاز به مقاومت در برابر گشتاور زیاد و تحمل بارهای سنگین متعادل می‌شد. با سنگین تر شدن بارها، پیچ‌های بزرگتر و قوی تری برای مقاومت در برابر شکست مورد نیاز بود. برخی از مهره‌ها و پیچ‌ها با فوت یا یارد اندازه‌گیری می‌شدند. این پیشرفت در نهایت منجر به جایگزینی کامل قطعات چوبی با قطعات فلزی با اندازه یکسان شد. هنگامی که یک قطعه چوبی می‌شکست، معمولاً می‌شکند، پاره می‌شود یا پاره می‌شود. با سمباده‌شدن تراشه‌ها، قطعات باقی‌مانده مجدداً مونتاژ شده و در یک قالب موقتی از خاک رس محصور می‌شدند و سپس فلز مذاب در قالب ریخته شده تا جایگزینی مشابه در محل حفره ساخته شود.
قلاویز و حدیده‌های فلزکاری اغلب در قرن‌های ۱۸ و ۱۹ (مخصوصاً اگر کاربر در ساخت ابزار مهارت داشت)، با استفاده از ابزارهایی مانند سوهان برای شکل‌دهی، و آهنگری برای سخت‌کردن ساخته می‌شد؛ بنابراین سازندگان دستگاه‌هایی مثل لوکوموتیو، اسلحه گرم، یا ماشین آلات نساجی ترجیح می‌دادند که قلاویز و حدیده مخصوص خود را بسازند. در طول قرن نوزدهم، صنایع ماشین‌کاری بسیار تکامل یافتند، و خرید قلاویز و حدیده‌ها از تامین‌کنندگان متخصص جایگزین تولیدات درون کارگاهی شد. جوزف کلمنت یکی از اولین فروشندگان قلاویز و حدیده بود که از سال ۱۸۲۸ شروع به کار کرد. با معرفی روش‌های پیشرفته تر فرزکاری در دهه‌های ۱۸۶۰ و ۱۸۷۰، کارهایی مانند بریدن قلاویزها با سوهان دستی به تاریخ پیوست. در اوایل قرن بیستم، روش رزوه زنی تکامل قابل توجهی پیدا کرد و باعث پیشرفت بیشتر انواع صنایع، از جمله تولیدات انواع قلاویز و حدیده‌ها شد. در طول قرن‌های ۱۹ و ۲۰، استانداردسازی رزوه‌ها همزمان با تکنیک‌های تولید رزوه مثل حدیده و رزوه ، در حال تکامل بود.

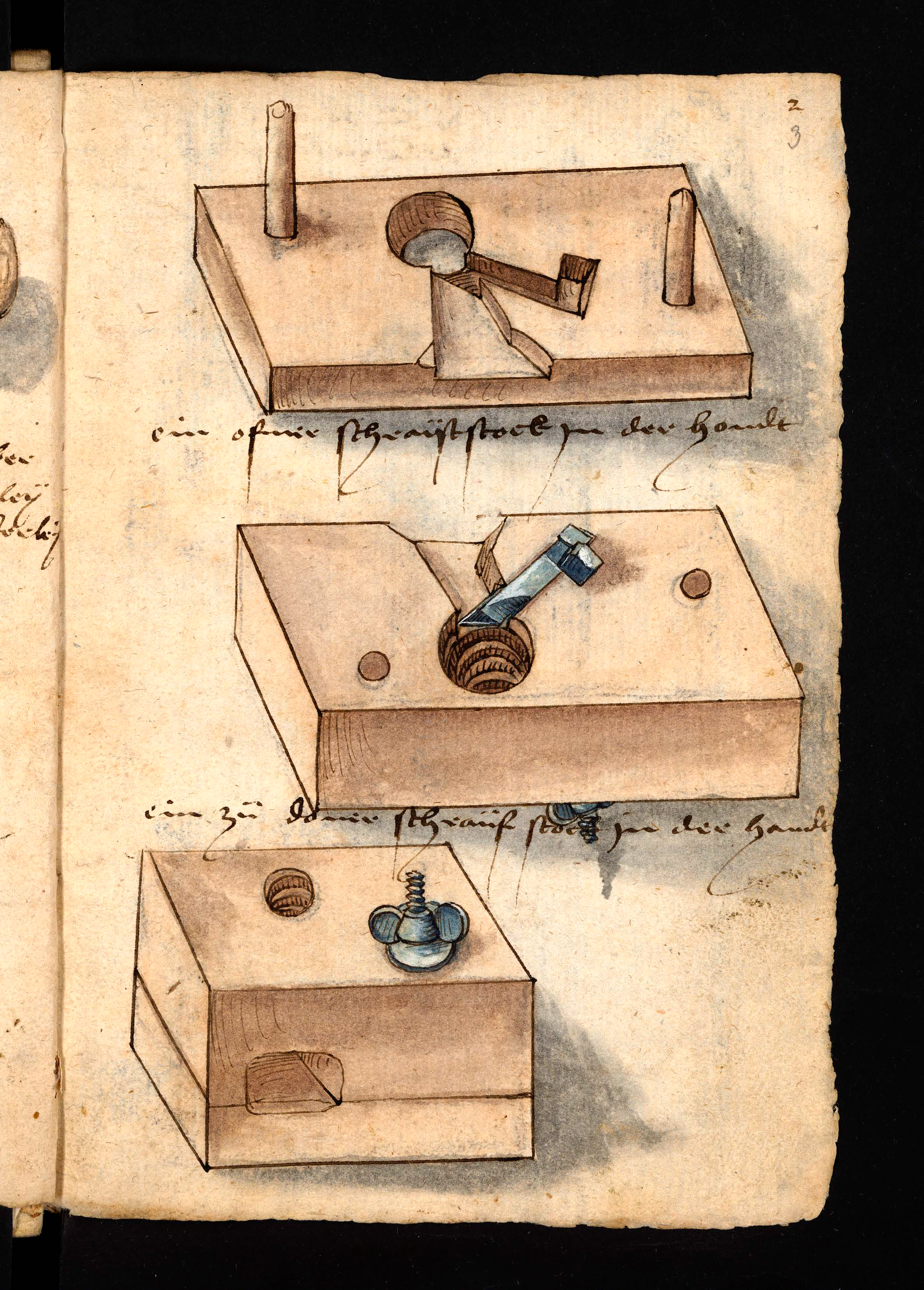

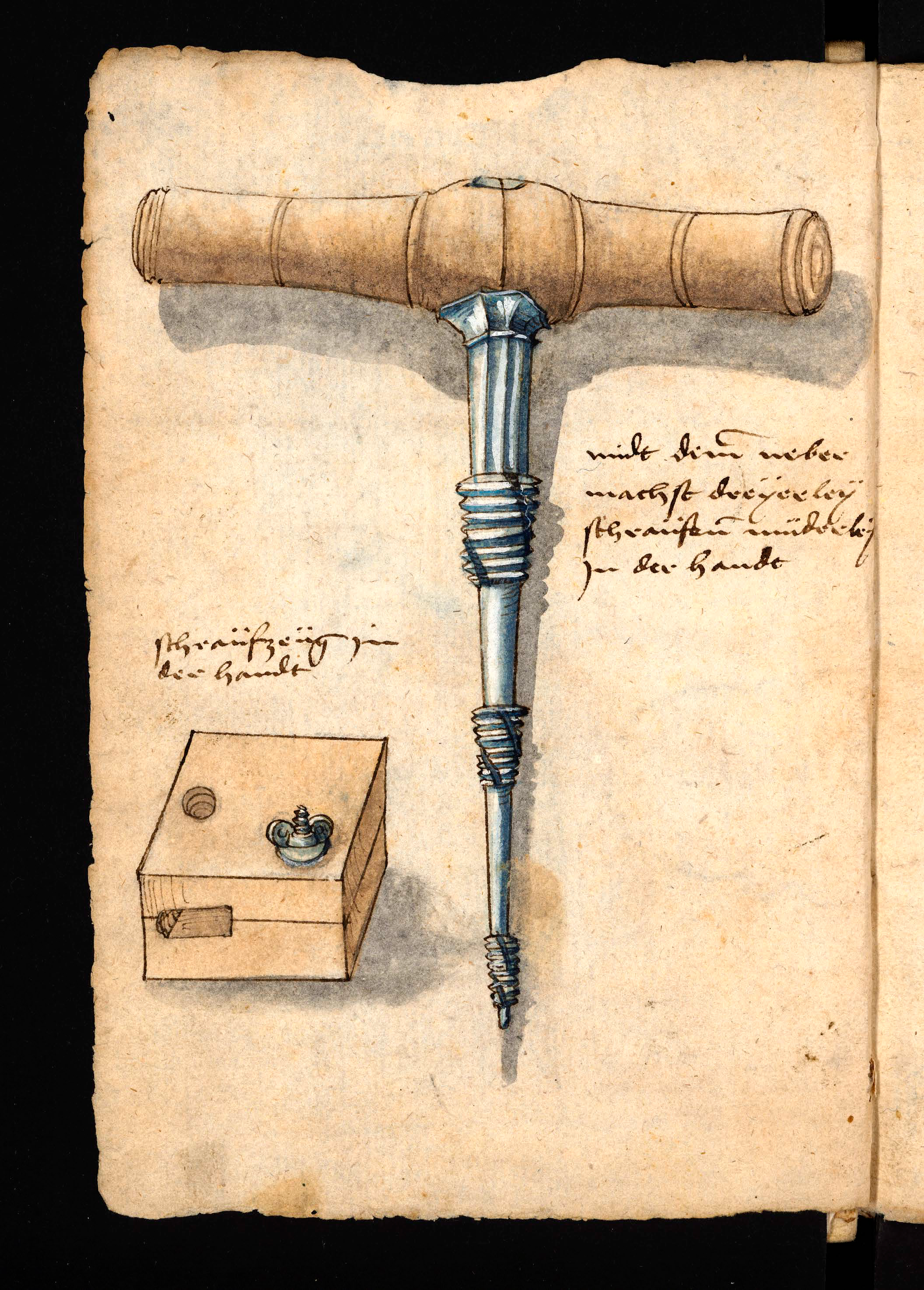

### قلاویز ماشینی
قلاویز کاری ممکن است یا به‌صورت دستی با استفاده از مجموعه ای از قلاویزها (قلاویز اول، قلاویز دوم و قلاویز نهایی) یا با استفاده از ماشین‌هایی مانند ماشین تراش، دستگاه دریل، دستگاه مته ستونی، دستگاه فرز عمودی، HMCs, VMC، انجام شود. قلاویز کاری با ماشین‌ها، سریعتر و عموماً دقیق تر است زیرا خطای انسانی حذف می‌شود.
به‌طور کلی قلاویز کاری با ماشین دقیق تر است، زیرا عملیات قلاویز کاری به‌طور سنتی به دلیل شکستگی مکرر قلاویز و کیفیت نامناسب رزوه بسیار دشوار است.
دلایل رایج شکستن قلاویز عبارتند از:
- فرسودگی قلاویز را نمی‌توان به راحتی تعیین کرد
- استفاده از قلاویز با هندسه نادرست برای یک کاربرد خاص
- استفاده از قلاویزهای غیر استاندارد یا با کیفیت پایین
- گرفتگی با پلیسه‌ها
- ناهماهنگی بین قلاویز و سوراخ
- استفاده کم از روان‌کننده یا استفاده از روان‌کننده بی کیفیت
- سرعت نامناسب اسپیندل

برای غلبه بر این مشکلات، نگهدارنده‌های ابزار مخصوصی مورد نیاز است تا احتمال شکستگی قلاویز در هنگام قلاویز کاری را به حداقل برسد. این ابزار معمولاً به عنوان نگهدارنده ابزار معمولی و نگهدارنده ابزار CNC طبقه‌بندی می‌شوند.

### قلاویز دستی
قبل از استفاده از قلاویز دستی ابتدا سوراخ مناسبی به قطر مورد نیاز با مته بر روی سطح مورد نظر دریل می‌شود و در مرحله بعد از قلاویز برای ایجاد دندان در داخل سوراخ ایجاد شده استفاده می‌شود.
قلاویز دستی در انتها دارای قسمت مربعی شکل است که به راحتی می‌توان آن را در دست گرفت. حرکت چرخشی این ابزار هنگام استفاده از این قطعه آسان‌تر می‌شود. انواع قلاویزهای دستی دارای سه سری هستند که عموماً از هر سه نوع ابزار دستی هنگام قلاویز کاری استفاده می‌شود.
قلاویزهای دستی، خود به سه زیرمجموعه تقسیم می‌شوند که عبارت هستند از:
- قلاویز دستی پیش‌رو: از این نوع قلاویز برای شروع کار بهره گرفته می‌شود.
- قلاویز دستی میانه‌رو: روی بدنه این قلاویز دو خط به چشم می‌خورد و پس از شروع کار، به کمک این نوع قلاویز عمق دندانه‌های ایجاد شده را بیشتر می‌کند.
- قلاویز دستی پس رو: این قلاویز که با نام «قلاویز تکمیل» نیز شناخته می‌شود، در آخرین مرحله عملیات قلاویزکاری به کار می‌رود. با قلاویز پیشرو، براده‌برداری نهایی صورت می‌گیرد.

### دسته قلاویز
دسته قلاویز یکی از ابزارهای اضافی در قلاویز زنی است که در واقع یک ابزار نگهدارنده برای نگه داشتن و کار با قلاویزهای دستی و حدیده می‌باشد.
برای ایجاد دنده در سوراخ از ابزاری استفاده می‌شود که دو نوع دستی و ماشینی دارد و تفاوت آن‌ها همان‌طور که از نامش پیداست در نحوه استفاده است. ساختن دنده در سوراخ به کاری رایج در محیط‌های صنعتی و در صنایع مختلف مانند تراشکاری، قطعه سازی و غیره گفته می‌شود. این کار به وسیله قلاویز انجام می‌شود که نوع دستی آن نیازمند دسته قلاویز برای کار کردن است.

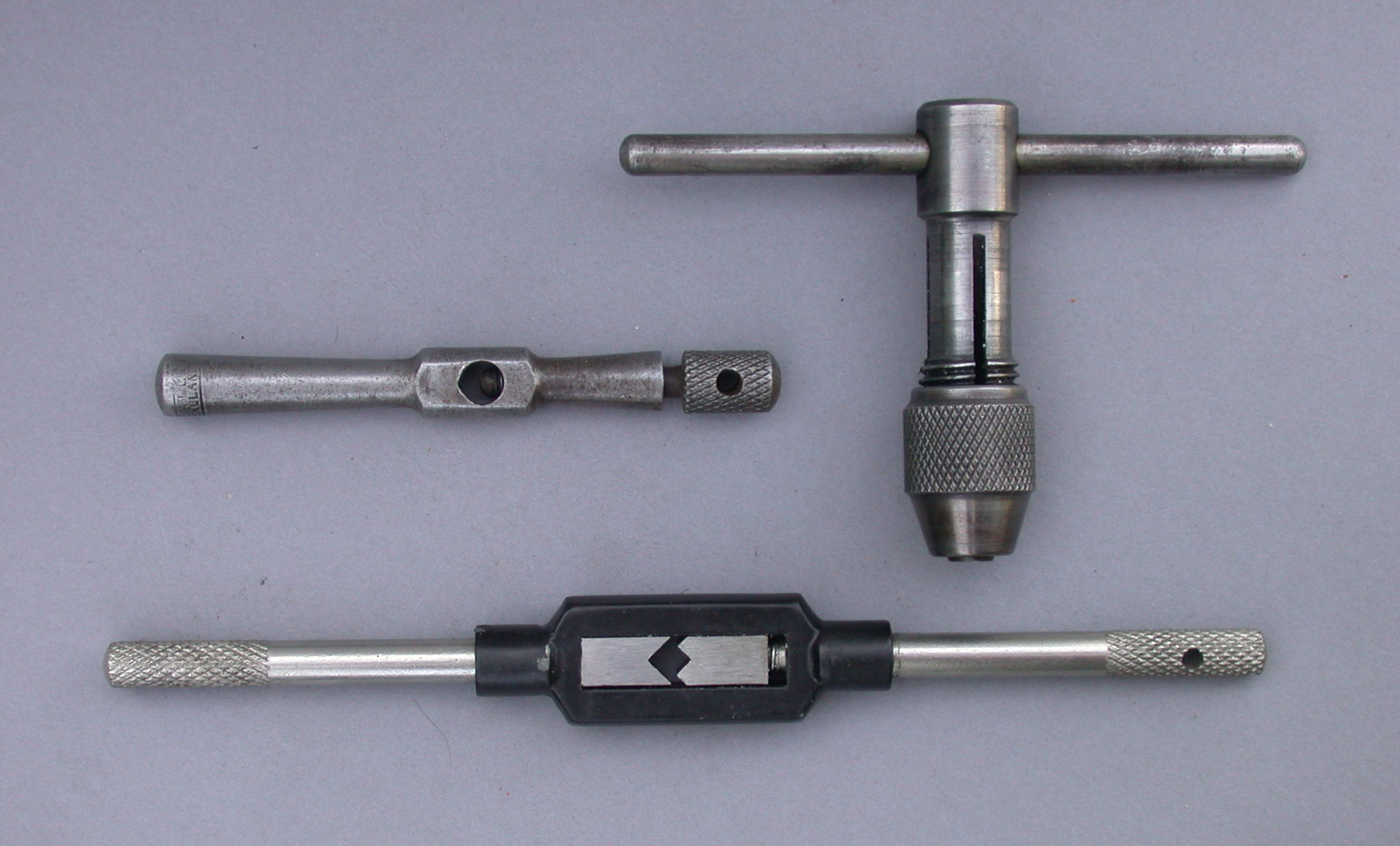
انواع قلاویز

### حدیده

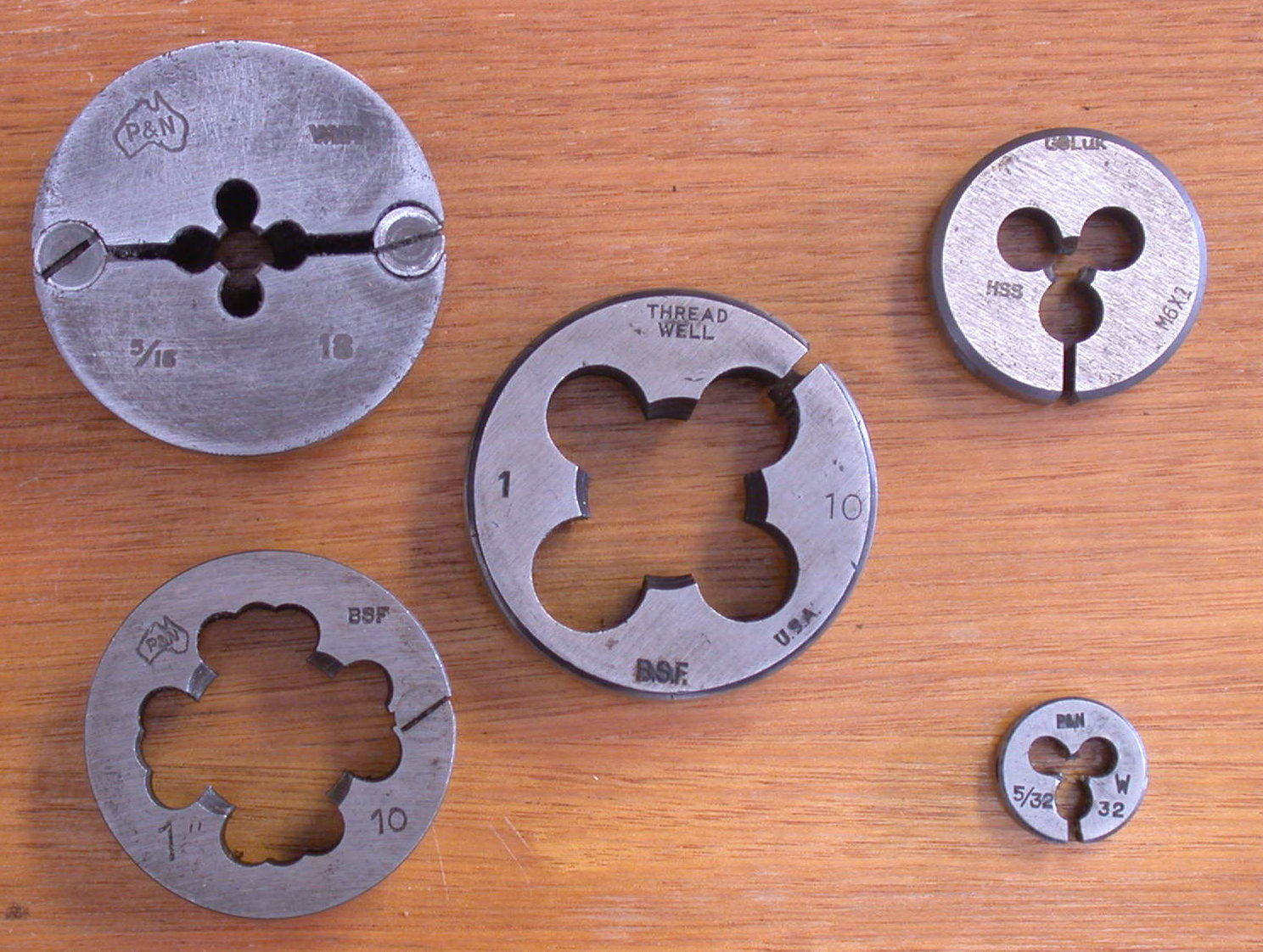
پنج حدیده در ابعاد و انواع مختلف

حدیده یک رزوه خارجی را بر روی مواد استوانه‌ای مانند یک میله برش می‌دهد که یک قطعه رزوه‌دار نر ایجاد می‌کند که مانند یک پیچ عمل می‌کند. قالب‌ها به‌طور کلی در دو سبک ساخته می‌شوند: ثابت و قابل تنظیم. یک حدیده قابل تنظیم می‌تواند توسط یک پیچ یکپارچه یا با مجموعه‌ای از پیچ‌هایی که روی نگهدارنده حدیده قرار می‌گیرند تنظیم شود. پیچ‌های تنظیم یکپارچه ممکن است طوری چیده شوند که به صورت محوری کار کنند، جایی که حرکت پیچ تنظیم به داخل سوراخ رزوه دار در حدیده، باعث باز شدن بخش شکاف حدیده می‌شود. حدیده‌های بدون پیچ‌های یکپارچه، در داخل حدیده، توسط پیچ‌هایی که به صورت شعاعی چیده شده‌اند تنظیم می‌شوند. دو پیچ در استوک به فرورفتگی‌ها در دو طرف شکاف متصل می‌شوند و تمایل دارند شکاف را فشرده کنند، در حالی که پیچ سوم با نوک مخروطی به شکاف می‌پیچد و آن را به زور باز می‌کند. کار کردن این سه پیچ روی هم باعث تنظیم حدیده می‌شود.
پیچ‌های یکپارچه بیشتر در ایالات متحده رایج هستند اما در انگلستان و اروپا تقریباً ناشناخته هستند.
حدیده‌های ثابت رزوه ظاهری را برش می‌دهند که دقت آن به دقتی که قالب با آن ساخته شده است و اثرات سایش بستگی دارد. قالب‌های قابل تنظیم را می‌توان کمی فشرده یا منبسط کرد تا مقداری جبران سایش فراهم شود. قلاویزهای قابل تنظیم نیز وجود دارند اما رایج نیستند. قلاویزهای قابل تنظیم یک نوک دارند که از طریق شیارها شکافته می‌شود و یک پیچ محوری که لبه‌های برش را کمی از هم جدا می‌کند.
قطعه کار (خالی) که باید رزوه شود، معمولاً از نظر قطر کمی کوچکتر از قطر اصلی قالب است، در انتهایی قطعه کار که قرار است رزوه شود، کمی (پخ) داده می‌شود که این پخ کمک می‌کند تا قلاویز را روی قسمت خالی متمرکز کند و نیروی مورد نیاز برای شروع برش رزوه را کاهش دهد. برای شکستن پلیسه‌ها و جلوگیری از شلوغی، معمولاً چرخش معکوس قلاویز مورد نیاز است.
حدیده‌های رزوه ای قالب‌هایی هستند که برای تمیز کردن رزوه‌های آسیب دیده ساخته شده‌اند، هیچ شکافی برای تغییر اندازه ندارند و از یک میله شش ضلعی ساخته می‌شوند تا بتوان از آچار برای چرخاندن آنها استفاده کرد. فرایند ترمیم رزوه‌های آسیب دیده به عنوان «تعقیب» نامیده می‌شود. حدیده‌های رزوه‌ای را نمی‌توان برای برش رزوه‌های جدید استفاده کرد زیرا فاقد دندانه‌های تراشه‌ساز هستند. سازندگان حدیده‌ها مدل‌هایی را به شکل شش گوش تولید کرده‌اند که برای ایجاد رزوه‌های جدید در نظر گرفته شده است. این حدیده‌ها علاوه بر شکل خارجی، از همه جنبه‌ها مشابه قالب‌های ثابت هستند.

### روان‌کننده‌ها
استفاده از یک روان‌کننده مناسب در اکثر عملیات‌های قلاویز کاری و رزوه کاری ضروری است. روان‌کننده‌های توصیه شده برای برخی از مواد رایج به شرح زیر است:
فولاد کربنی : روغن برش مبتنی بر نفت
فولاد آلیاژی : روغن برش مبتنی بر نفت با مقدار کمی (تقریباً ۱۰ درصد) نفت سفید یا الکل‌های معدنی مخلوط شده است. این مخلوط برای استفاده با فولاد ضدزنگ نیز مناسب است.
چدن: بدون روان‌کننده؛ برای پاکسازی تراشه‌ها باید از یک انفجار هوای با سرعت کم استفاده کرد.
آلومینیوم: نفت سفید یا الکل‌های معدنی با مقدار کمی (۱۵ تا ۲۵ درصد) روغن برش مبتنی بر نفت مخلوط شده است.
برنج: نفت سفید یا الکل معدنی.
برنز: نفت سفید یا الکل‌های معدنی با مقدار کمی (۱۰ تا ۱۵ درصد) روغن برش مبتنی بر نفت مخلوط شده است.

### مزیت استفاده از مایع‌های روان‌کننده و مایعات برشی صحیح
１- عمر بیشتر قلاویز (عمر بیشتر ابزار)
２-تولید ارزشمند تر
３-سایز دقیق تر
４-نتیجه صاف و دقیق تر
５-جلوگیری از تکرار عملیات قلاویز کاری
６-حذف کارآمد تر تراشه‌ها

### مراقبت از حدیده و قلاویز
1. حدیده و قلاویز را باید جدا از ابزارهای دیگر قرار داد چون لبه‌های تیز و برنده آن ممکن است در اثر تماس با ابزارهای دیگر کند شود یا بشکند.
2. حدیده و قلاویز را باید پس از استفاده در جعبه یا جای مخصوص خود قرار داد.